# Marc Jimenez
Pour les articles homonymes, voir Jimenez.
Marc Jimenez, né le 1er octobre 1943 à Paris et mort le 30 juillet 2023 à Évreux, est un philosophe, traducteur et germaniste français, spécialiste de la pensée esthétique de Theodor W. Adorno.

## Biographie
Marc Jimenez est professeur à l’Université Paris 1 Panthéon-Sorbonne où, après avoir co-animé au milieu les années 1990 le séminaire d'Olivier Revault d'Allonnes, il enseigne l’esthétique à l’UFR d’arts plastiques et sciences de l’art. Il y est aussi responsable de la formation doctorale et dirige le Centre de Recherche en Esthétique. Depuis 1999, il assure le séminaire Interface à la Sorbonne avec Richard Conte.
Membre de la société française d’esthétique et du comité de la rédaction de la Revue d'esthétique, il est également directeur de la « Collection d’Esthétique » aux éditions Klincksieck. Il participe à de nombreux colloques en France et à l’étranger et collabore régulièrement à des revues d’art. Son activité de traducteur et d'exégète de la philosophie allemande contemporaine représente une part importante de sa production.

## Publications

### Livres
- Theodor W. Adorno : art et idéologie, la théorie de l'art, Paris, Union générale d'éditions, coll. «10/18 », 1973, 318 p.
- Adorno et la modernité. Vers une esthétique négative, Paris, Klincksieck, 1986, 424 p.
- La critique. Crise de l'art ou consensus culturel ?, Paris, Klincksieck, 1995, 166 p.
- Qu'est-ce que l'esthétique ?, Paris, Gallimard, coll. « Folio Essais inédit », 1997, 464 p.
- L'Esthétique contemporaine, Paris, Klincksieck, coll. « 50 questions », 1999, 128 p.
- La querelle de l'art contemporain, Paris, Gallimard, coll. « Folio Essais inédit », 2005, 416 p.
- L'art dans tous ses extrêmes. Qu'est-ce que l'art contemporain ?, Paris, Klincksieck, 2012, 216 p.
- (dir.) L'art entre fiction et réalité, Paris, L'Harmattan, 2014, 196 p.
- Fragments d'un discours esthétique. Entretiens avec Dominique Berthet, Paris, Klincksieck, 2014, 160 p.
- Art et technosciences. Bioart - neuroesthétique, Paris, Klincksieck, 2016, 112 p.

### Articles
- « En finir avec la fin de l'art », Actuel Marx, 2009/1 (no 45), p. 88-96
- « La fin de la fin de l'art », Le Philosophoire, 2011/2 (no 36), p. 93-99
- « Sur quelques questions épistémologiques à propos de l'épistèmê aisthêtikê », Le Philosophoire, 2016/1 (no 45), p. 207-21

### Traductions
- Peter Bürger, Prose de la modernité, Paris, Klincksieck, 1995, 422 p.
- August Wilhelm Schlegel (trad. en collaboration avec Marc Géraud), préf. Jean-Luc Nancy, La Doctrine de l'art. Conférences sur les belles lettres et l'art, Paris, Klincksieck, 2006, XXII+314 p.
- Theodor Adorno, Théorie esthétique, Paris, Klincksieck, 2011, 520 p.

### Émissions de radio
- Adorno et l'autoritarisme, Macadam Philo, par François Noudelmann, 20 avril 2007 [archive]
- Adorno et la musique, Macadam Philo, par François Noudelmann, 3 avril 2009 [archive]
- Philosopher avec Wagner (3/4) : La critique d'Adorno, Les chemins de la philosophie, par Adèle Van Reeth et Philippe Petit, France Culture, 10 avril 2013 [archive]
- Le snobisme (3/4) : L'art contemporain a-t-il bon goût ?, Les chemins de la philosophie, par Adèle Van Reeth, France Culture, 6 mai 2015 [archive]
- Art et technosciences, Les chemins de la philosophie, par Géraldine Mosna-Savoye, France Culture, 27 mai 2016 [archive]
- Poésie et vérité, Poésie et ainsi de suite, par Manou Farine, France Culture, 5 novembre 2016 [archive]